# Румен Димов
Румен Димов е български футболист, бивш играч на Велбъжд, Академик (Сф), Черно море и Спартак (Варна); бивш треньор на „соколите“ и администратор на тима. Роден в Кюстендил, завършил ВИФ /НСА/. Димов е първият български футболист отбелязал гол на Манчестър Юнайтед. Или всъщност първият и единственият, отбелязвал попадение на „червените дяволи“ с екип на български отбор. На 19.10.1983 г. в гр. Варна в осминафинал за КНК в мача между ЖСК-Спартак и Манчестър Юн 1:2 (0:1 Робсън (9), 1:1 Румен Димов (11), 1:2 Греъм(47)).
След края на кариерата e треньор на дублиращия отбор, помощник-треньор и треньор в детско-юношеската школа на „Спартак“. Димов е старши треньор на „Спартак“ в част от сезон 2003/04, пролетта на 2005, част от сезон 2011/12 и в началото на сезон 2014/15 г. Преди това е треньор и на „Девня“. Работи и като администратор на „Спартак“.